# Barilius dimorphicus
Barilius dimorphicus е вид лъчеперка от семейство Шаранови (Cyprinidae). Видът е уязвим и сериозно застрашен от изчезване.

## Разпространение
Разпространен е в Индия (Утаракханд).

## Описание
На дължина достигат до 18,5 cm.